# عظم لامي
العظم اللاّمِيّ أو الفريكة أو العظم اللساني أو الواقع عند قاعدة اللسان أو العظم الحذوي لأن شكله يشبه حذوة الفرس (بالإنجليزية: Hyoid bone)‏ هو عظم على شكل حذوة يقع في مقدمة الرقبة تحت الذقن وفوق الغضروف الدرقي، تتصل به عضلاتٌ عديدةٌ تمسكه بحذر، منها اللسان وقاعدة الجمجمة والغضروف الدرقي ولسان المزمار، وهو العظم الوحيد المنفصل عن الهيكل العظمي، يوجد العظم اللامي في المحور الهيكلي في الخط منتصف الجسم.

## أصل التسمية
جاءت كلمة hyoid من الإغريقية وهي تعني حرفيا: «شكل يشبه الحرف الإغريقي أوبسلون» أو حرف U باللغة الإنجليزية.

العظم اللامي يظهر في الرسم.